# Tour de France 1997
Die 84. Tour de France fand vom 5. bis 27. Juli 1997 statt und führte auf 21 Etappen über 3942 km.

## Teams/Teilnehmer
Bei der Tour de France 1997 waren 22 Mannschaften am Start. Unter den insgesamt 198 Fahrern befanden sich 7 Deutsche, 8 Schweizer und 2 Österreicher. 139 Rennfahrer erreichten das Ziel in Paris und wurden klassifiziert.
→ Siehe: Komplette Liste des Fahrerfelds

## Strecke
Die Rundfahrt verlief dieses Mal in entgegengesetztem Uhrzeigersinn; nach einer Reihe von Flachetappen ging es zunächst in die Pyrenäen, danach in die Alpen. Zusätzlich stand ein bergiges Einzelzeitfahren in Saint-Étienne sowie eine Etappe durch die Vogesen auf dem Programm. Das abschließende Zeitfahren auf flacher Strecke hatte das Disneyland vor den Toren von Paris als Start- und Zielort. Etappenorte außerhalb Frankreichs gab es in Andorra und der Schweiz.

## Rennverlauf
Auf den Flachetappen glänzten insbesondere Erik Zabel mit drei Etappensiegen und Mario Cipollini mit zwei Erfolgen. Zusätzlich trug Letzterer vier Tage das Gelbe Trikot. Auf der fünften Etappe gelang ein Ausreißversuch: Etappensieger Cédric Vasseur übernahm die Führung im Gesamtklassement, die er erst in den Pyrenäen wieder abgeben sollte.
Zu den Favoriten zählten diejenigen, die schon in den Vorjahren vordere Platzierungen herausfahren konnten: Der Schweizer Alex Zülle, Zweiter von 1995, der allerdings durch einen Schlüsselbeinbruch bei der Tour de Suisse gehandicapt war; Abraham Olano, Vorjahressieger Bjarne Riis und sein Telekom-Teamkollege Jan Ullrich. Marco Pantani und Richard Virenque galten zwar als gute Kletterspezialisten, aber nicht als überdurchschnittliche Zeitfahrer, sodass sie für den Gesamtsieg weniger in Betracht zu ziehen waren. Tony Rominger, Dauerfavorit der letzten Jahre, schien mit dem Alter von 36 Jahren inzwischen seinen Zenit überschritten zu haben. Auf einer der ersten Flachetappen wurde er in einen Massensturz verwickelt und musste mit Schlüsselbeinbruch das Rennen aufgeben. Jan Ullrich war zwar zunächst nur als Helfer für seinen Teamleader Bjarne Riis vorgesehen, diese Einteilung wurde im Laufe der Rundfahrt jedoch revidiert, da Riis nicht die Erwartungen erfüllen konnte und sich Ullrich dagegen in prächtiger Verfassung zeigte. Zudem hatte Riis, der noch einmal angreifen wollte, beim letzten Zeitfahren mehrmals Probleme mit seinem Rennrad, so dass er dieses wutentbrannt in den Straßengraben schmiss.
Auf der 10. Etappe nach Arcalis (Andorra) hatte Ullrich von der Teamleitung „freie Hand“ bekommen. Zu Beginn des Schlussanstiegs attackierte er aus einer Spitzengruppe mit allen Favoriten heraus, von denen ihm keiner folgen konnte. Der Deutsche gewann die Etappe mit 1:08 Minuten Vorsprung vor Pantani und Virenque und konnte sich daraufhin das Gelbe Trikot anziehen. Beim Zeitfahren in Saint-Étienne gewann Ullrich mit einem sagenhaften Vorsprung vor dem drei Minuten zuvor gestarteten Zweitplatzierten Virenque, den er dabei sogar überholte. Die folgenden Bergetappen konnten Pantani und Virenque zwar gewinnen, den Zeitvorsprung in der Gesamtwertung zu beiden konnte Ullrich aber auf den drei Etappen sogar vergrößern. Zudem stellte Ullrich seine persönliche Karriere-Bestzeit nach Alpe d’Huez auf (37 Minuten und 41 Sekunden), welche nur fünf Sekunden über Lance Armstrongs Karriere-Bestzeit liegt (37 Minuten und 36 Sekunden) und 51 Sekunden über der von Pantani im Jahr 1995 aufgestellten Allzeit-Bestzeit (36 Minuten und 50 Sekunden). Die beiden Ersten der 19. Etappe, Jens Heppner und Bart Voskamp, wurden distanziert. Nach Ansicht der Rennjury hatten sie das Finale beide unfair bestritten.
Während der Tour gab es für Ullrich zweimal eine leicht bedrohliche Situation: Einmal verlor er auf einer Alpenetappe bei einer Abfahrt den Anschluss und wartete daraufhin auf Bjarne Riis, der ihn wieder zur Spitzengruppe nach vorne fahren konnte. Die zweite Schwächephase zeigte er auf einer Etappe durch die Vogesen, aus der die Mahnung „Quäl dich, du Sau“ überliefert ist, die ihm Teamkollege Udo Bölts zugerufen haben soll.
Ullrich gewann die Tour mit dem größten Vorsprung seit 1984 (9:09 Minuten). Er ist damit der einzige Deutsche, der diese Rundfahrt gewinnen konnte.
Alle zehn Bestplatzierten bei der Tour werden allerdings mit Doping in Verbindung gebracht. Der Sieger Ullrich wurde später 2002 und 2006 wegen Amphetaminen bzw. Blutdoping gesperrt und gab 2023 auch zu, ab 1996 gedopt zu haben.

## Etappen

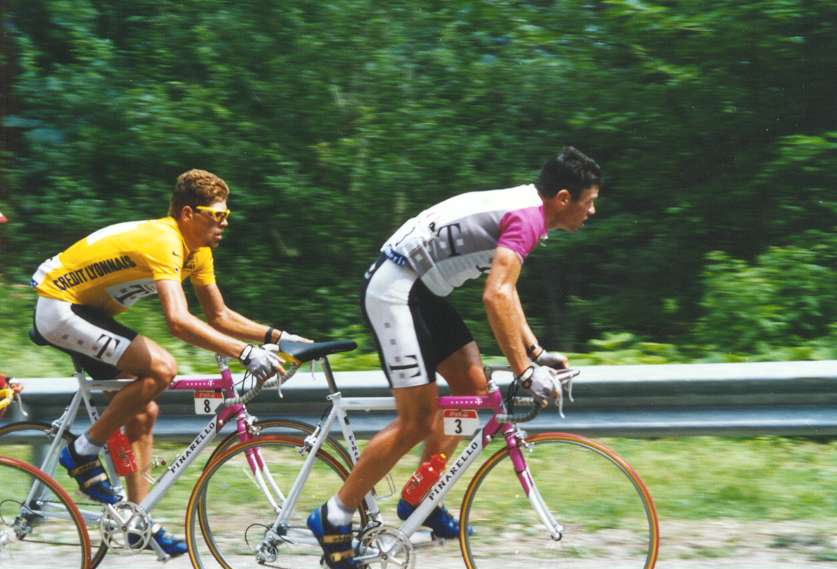
Jan Ullrich und Udo Bölts

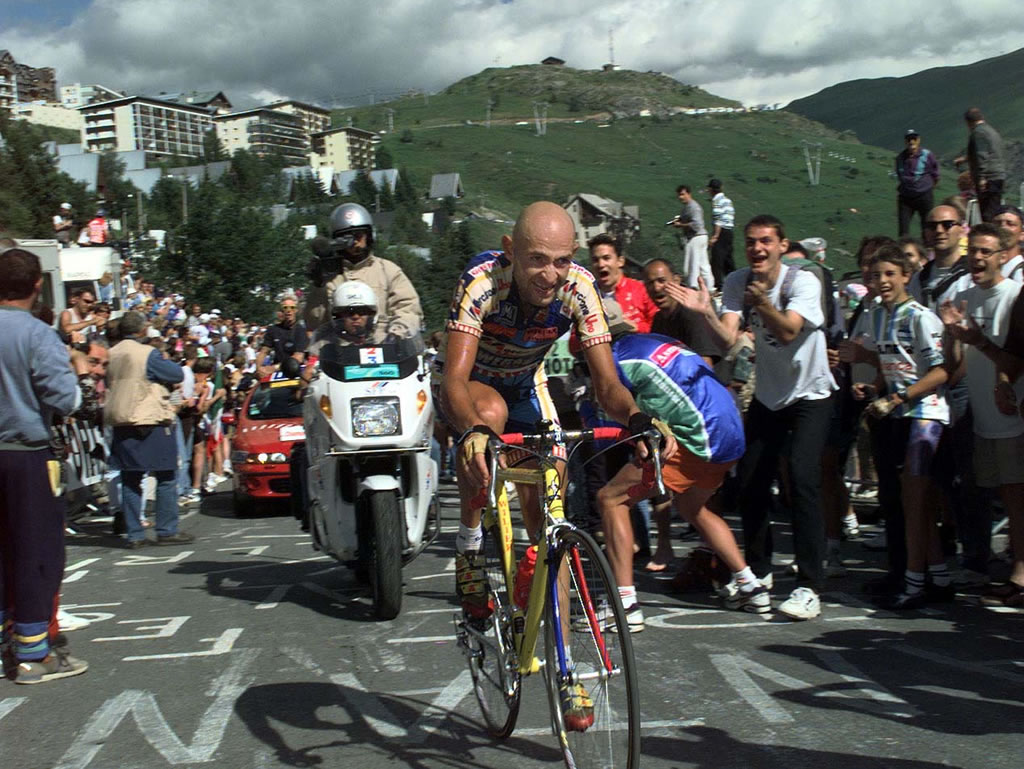
Marco Pantani auf dem Weg nach Alpe d’Huez

| Etappen    | Tag      | Start – Ziel                       | km         | Etappensieger     | Gelbes Trikot   |
| ---------- | -------- | ---------------------------------- | ---------- | ----------------- | --------------- |
| Prolog     | 5. Juli  | Rouen                              | 7,3 (EZF)  | Chris Boardman    | Chris Boardman  |
| 1. Etappe  | 6. Juli  | Rouen – Forges-les-Eaux            | 192        | Mario Cipollini   | Mario Cipollini |
| 2. Etappe  | 7. Juli  | Saint-Valery-en-Caux – Vire        | 262        | Mario Cipollini   | Mario Cipollini |
| 3. Etappe  | 8. Juli  | Vire – Plumelec                    | 224        | Erik Zabel        | Mario Cipollini |
| 4. Etappe  | 9. Juli  | Plumelec – Puy du Fou              | 223        | Nicola Minali     | Mario Cipollini |
| 5. Etappe  | 10. Juli | Chantonnay – La Châtre             | 261,5      | Cédric Vasseur    | Cédric Vasseur  |
| 6. Etappe  | 11. Juli | Le Blanc – Marennes                | 215,5      | Jeroen Blijlevens | Cédric Vasseur  |
| 7. Etappe  | 12. Juli | Marennes – Bordeaux                | 194        | Erik Zabel        | Cédric Vasseur  |
| 8. Etappe  | 13. Juli | Sauternes – Pau                    | 161,5      | Erik Zabel        | Cédric Vasseur  |
| 9. Etappe  | 14. Juli | Pau – Loudenvielle                 | 182        | Laurent Brochard  | Cédric Vasseur  |
| 10. Etappe | 15. Juli | Luchon – Arcalis (AND)             | 252,5      | Jan Ullrich       | Jan Ullrich     |
| 11. Etappe | 16. Juli | Andorra-la-Vella (AND) – Perpignan | 192        | Laurent Desbiens  | Jan Ullrich     |
| Ruhetag    |          |                                    |            |                   |                 |
| 12. Etappe | 18. Juli | Saint-Étienne – Saint-Étienne      | 55,5 (EZF) | Jan Ullrich       | Jan Ullrich     |
| 13. Etappe | 19. Juli | Saint-Étienne – L’Alpe d’Huez      | 203,5      | Marco Pantani     | Jan Ullrich     |
| 14. Etappe | 20. Juli | Le Bourg-d’Oisans – Courchevel     | 148        | Richard Virenque  | Jan Ullrich     |
| 15. Etappe | 21. Juli | Courchevel – Morzine               | 208,5      | Marco Pantani     | Jan Ullrich     |
| 16. Etappe | 22. Juli | Morzine – Fribourg (CH)            | 181        | Christophe Mengin | Jan Ullrich     |
| 17. Etappe | 23. Juli | Fribourg (CH) – Colmar             | 218,5      | Neil Stephens     | Jan Ullrich     |
| 18. Etappe | 24. Juli | Colmar – Montbéliard               | 175,5      | Didier Rous       | Jan Ullrich     |
| 19. Etappe | 25. Juli | Montbéliard – Dijon                | 172        | Mario Traversoni  | Jan Ullrich     |
| 20. Etappe | 26. Juli | Euro Disneyland – Euro Disneyland  | 63 (EZF)   | Abraham Olano     | Jan Ullrich     |
| 21. Etappe | 27. Juli | Euro Disneyland – Paris            | 149,5      | Nicola Minali     | Jan Ullrich     |

## Trikots im Tourverlauf
Die Tabelle zeigt den Träger des jeweiligen Trikots während der einzelnen Etappe bzw. den Führenden der jeweiligen Gesamtwertung am Abend des Vortags an.
| Etappe     | Gelbes Trikot   | Grünes Trikot   | Gepunktetes Trikot | Weißes Trikot | Teamwertung           |
| ---------- | --------------- | --------------- | ------------------ | ------------- | --------------------- |
| 01. Etappe | Chris Boardman  | Chris Boardman  | nicht vergeben     | Jan Ullrich   | Team Deutsche Telekom |
| 02. Etappe | Mario Cipollini | Mario Cipollini | Artūras Kasputis   | Jan Ullrich   | Team Deutsche Telekom |
| 03. Etappe | Mario Cipollini | Mario Cipollini | Laurent Brochard   | Jan Ullrich   | Team Deutsche Telekom |
| 04. Etappe | Mario Cipollini | Erik Zabel      | Laurent Brochard   | Jan Ullrich   | Team Deutsche Telekom |
| 05. Etappe | Mario Cipollini | Erik Zabel      | Laurent Brochard   | Jan Ullrich   | Team Deutsche Telekom |
| 06. Etappe | Cédric Vasseur  | Erik Zabel      | Laurent Brochard   | Jan Ullrich   | GAN                   |
| 07. Etappe | Cédric Vasseur  | Erik Zabel      | Laurent Brochard   | Jan Ullrich   | GAN                   |
| 08. Etappe | Cédric Vasseur  | Erik Zabel      | Laurent Brochard   | Jan Ullrich   | GAN                   |
| 09. Etappe | Cédric Vasseur  | Erik Zabel      | Laurent Brochard   | Jan Ullrich   | GAN                   |
| 10. Etappe | Cédric Vasseur  | Erik Zabel      | Laurent Brochard   | Jan Ullrich   | Team Deutsche Telekom |
| 11. Etappe | Jan Ullrich     | Erik Zabel      | Richard Virenque   | Jan Ullrich   | Festina Watches       |
| 12. Etappe | Jan Ullrich     | Erik Zabel      | Richard Virenque   | Jan Ullrich   | Festina Watches       |
| 13. Etappe | Jan Ullrich     | Erik Zabel      | Richard Virenque   | Jan Ullrich   | Team Deutsche Telekom |
| 14. Etappe | Jan Ullrich     | Erik Zabel      | Richard Virenque   | Jan Ullrich   | Team Deutsche Telekom |
| 15. Etappe | Jan Ullrich     | Erik Zabel      | Richard Virenque   | Jan Ullrich   | Team Deutsche Telekom |
| 16. Etappe | Jan Ullrich     | Erik Zabel      | Richard Virenque   | Jan Ullrich   | Team Deutsche Telekom |
| 17. Etappe | Jan Ullrich     | Erik Zabel      | Richard Virenque   | Jan Ullrich   | Team Deutsche Telekom |
| 18. Etappe | Jan Ullrich     | Erik Zabel      | Richard Virenque   | Jan Ullrich   | Team Deutsche Telekom |
| 19. Etappe | Jan Ullrich     | Erik Zabel      | Richard Virenque   | Jan Ullrich   | Team Deutsche Telekom |
| 20. Etappe | Jan Ullrich     | Erik Zabel      | Richard Virenque   | Jan Ullrich   | Team Deutsche Telekom |
| Sieger     | Jan Ullrich     | Erik Zabel      | Richard Virenque   | Jan Ullrich   | Team Deutsche Telekom |

## Ergebnisse
→ Siehe: Endergebnisse in den einzelnen Wertungen

### Gesamtwertung
| \| Gesamtwertung \| Gesamtwertung \| Gesamtwertung \| Gesamtwertung \| Gesamtwertung \| \| Fahrer \| Fahrer \| Land \| Team \| Zeit \| \| ------------- \| -------------------- \| ------------------ \| ------------------------------- \| ----------------- \| \| 1. \| Jan Ullrich \| Deutschland \| Deutsche Telekom \| 100 h 30 min 35 s \| \| 2. \| Richard Virenque \| Frankreich \| Festina-Lotus \| + 9 min 09 s \| \| 3. \| Marco Pantani \| Italien \| Mercatone Uno \| + 14 min 03 s \| \| 4. \| Abraham Olano \| Spanien \| Banesto \| + 15 min 55 s \| \| 5. \| Fernando Escartín \| Spanien \| Kelme-Costa Blanca-Eurosport \| + 20 min 32 s \| \| 6. \| Francesco Casagrande \| Italien \| Saeco-Estro \| + 22 min 47 s \| \| 7. \| Bjarne Riis \| Dänemark \| Deutsche Telekom \| + 26 min 34 s \| \| 8. \| José María Jiménez \| Spanien \| Banesto \| + 31 min 17 s \| \| 9. \| Laurent Dufaux \| Schweiz \| Festina-Lotus \| + 31 min 55 s \| \| 10. \| Roberto Conti \| Italien \| Mercatone Uno \| + 32 min 26 s \| \| 11. \| Beat Zberg \| Schweiz \| Mercatone Uno \| + 35 min 41 s \| \| 12. \| Oscar Camenzind \| Schweiz \| Mapei-GB \| + 35 min 52 s \| \| 13. \| Peter Luttenberger \| Österreich \| Rabobank \| + 45 min 39 s \| \| 14. \| Manuel Beltrán \| Spanien \| Banesto \| + 49 min 34 s \| \| 15. \| Jean-Cyril Robin \| Frankreich \| US Postal Service \| + 58 min 35 s \| \| 16. \| Michael Boogerd \| Niederlande \| Rabobank \| + 1 h 00 min 33 s \| \| 17. \| Bobby Julich \| Vereinigte Staaten \| Cofidis-Le Crédit par Téléphone \| + 1 h 01 min 10 s \| \| 18. \| Daniele Nardello \| Italien \| Mapei-GB \| + 1 h 01 min 30 s \| \| 19. \| Christophe Moreau \| Frankreich \| Festina-Lotus \| + 1 h 02 min 48 s \| \| 20. \| Stéphane Heulot \| Frankreich \| La Française des jeux \| + 1 h 06 min 13 s \| \| 21. \| Udo Bölts \| Deutschland \| Deutsche Telekom \| + 1 h 09 min 02 s \| \| 22. \| Hernán Buenahora \| Kolumbien \| Kelme-Costa Blanca-Eurosport \| + 1 h 13 min 48 s \| \| 23. \| Laurent Roux \| Frankreich \| TVM-Farm Frites \| + 1 h 17 min 44 s \| \| 24. \| Massimo Podenzana \| Italien \| Mercatone Uno \| + 1 h 20 min 56 s \| \| 25. \| Laurent Madouas \| Frankreich \| Lotto-Isoglass \| + 1 h 24 min 58 s \| |                      |                    |                                 |                   |
| |                      |                    |                                 |                   |
| Quelle: ProCyclingStats |                      |                    |                                 |                   |
| Gesamtwertung |                      |                    |                                 |                   |
| Fahrer | Fahrer               | Land               | Team                            | Zeit              |
| 1. | Jan Ullrich          | Deutschland        | Deutsche Telekom                | 100 h 30 min 35 s |
| 2. | Richard Virenque     | Frankreich         | Festina-Lotus                   | + 9 min 09 s      |
| 3. | Marco Pantani        | Italien            | Mercatone Uno                   | + 14 min 03 s     |
| 4. | Abraham Olano        | Spanien            | Banesto                         | + 15 min 55 s     |
| 5. | Fernando Escartín    | Spanien            | Kelme-Costa Blanca-Eurosport    | + 20 min 32 s     |
| 6. | Francesco Casagrande | Italien            | Saeco-Estro                     | + 22 min 47 s     |
| 7. | Bjarne Riis          | Dänemark           | Deutsche Telekom                | + 26 min 34 s     |
| 8. | José María Jiménez   | Spanien            | Banesto                         | + 31 min 17 s     |
| 9. | Laurent Dufaux       | Schweiz            | Festina-Lotus                   | + 31 min 55 s     |
| 10. | Roberto Conti        | Italien            | Mercatone Uno                   | + 32 min 26 s     |
| 11. | Beat Zberg           | Schweiz            | Mercatone Uno                   | + 35 min 41 s     |
| 12. | Oscar Camenzind      | Schweiz            | Mapei-GB                        | + 35 min 52 s     |
| 13. | Peter Luttenberger   | Österreich         | Rabobank                        | + 45 min 39 s     |
| 14. | Manuel Beltrán       | Spanien            | Banesto                         | + 49 min 34 s     |
| 15. | Jean-Cyril Robin     | Frankreich         | US Postal Service               | + 58 min 35 s     |
| 16. | Michael Boogerd      | Niederlande        | Rabobank                        | + 1 h 00 min 33 s |
| 17. | Bobby Julich         | Vereinigte Staaten | Cofidis-Le Crédit par Téléphone | + 1 h 01 min 10 s |
| 18. | Daniele Nardello     | Italien            | Mapei-GB                        | + 1 h 01 min 30 s |
| 19. | Christophe Moreau    | Frankreich         | Festina-Lotus                   | + 1 h 02 min 48 s |
| 20. | Stéphane Heulot      | Frankreich         | La Française des jeux           | + 1 h 06 min 13 s |
| 21. | Udo Bölts            | Deutschland        | Deutsche Telekom                | + 1 h 09 min 02 s |
| 22. | Hernán Buenahora     | Kolumbien          | Kelme-Costa Blanca-Eurosport    | + 1 h 13 min 48 s |
| 23. | Laurent Roux         | Frankreich         | TVM-Farm Frites                 | + 1 h 17 min 44 s |
| 24. | Massimo Podenzana    | Italien            | Mercatone Uno                   | + 1 h 20 min 56 s |
| 25. | Laurent Madouas      | Frankreich         | Lotto-Isoglass                  | + 1 h 24 min 58 s |

### Punktewertung
| Punktewertung | Punktewertung      | Punktewertung | Punktewertung     | Punktewertung |
| Fahrer        | Fahrer             | Land          | Team              | Punkte        |
| ------------- | ------------------ | ------------- | ----------------- | ------------- |
| 1.            | Erik Zabel         | Deutschland   | Deutsche Telekom  | 350 P.        |
| 2.            | Frédéric Moncassin | Frankreich    | Gan               | 223 P.        |
| 3.            | Mario Traversoni   | Italien       | Mercatone Uno     | 198 P.        |
| 4.            | Jeroen Blijlevens  | Niederlande   | TVM-Farm Frites   | 192 P.        |
| 5.            | Nicola Minali      | Italien       | Batik-Del Monte   | 156 P.        |
| 6.            | Jan Ullrich        | Deutschland   | Deutsche Telekom  | 154 P.        |
| 7.            | Robbie McEwen      | Australien    | Rabobank          | 151 P.        |
| 8.            | Richard Virenque   | Frankreich    | Festina-Lotus     | 151 P.        |
| 9.            | François Simon     | Frankreich    | Gan               | 145 P.        |
| 10.           | Adriano Baffi      | Italien       | US Postal Service | 131 P.        |

### Bergwertung
| Bergwertung | Bergwertung          | Bergwertung | Bergwertung                  | Bergwertung |
| Fahrer      | Fahrer               | Land        | Team                         | Punkte      |
| ----------- | -------------------- | ----------- | ---------------------------- | ----------- |
| 1.          | Richard Virenque     | Frankreich  | Festina-Lotus                | 579 P.      |
| 2.          | Jan Ullrich          | Deutschland | Deutsche Telekom             | 328 P.      |
| 3.          | Francesco Casagrande | Italien     | Saeco-Estro                  | 309 P.      |
| 4.          | Marco Pantani        | Italien     | Mercatone Uno                | 269 P.      |
| 5.          | Laurent Brochard     | Frankreich  | Festina-Lotus                | 241 P.      |
| 6.          | Laurent Dufaux       | Schweiz     | Festina-Lotus                | 212 P.      |
| 7.          | Pascal Hervé         | Frankreich  | Festina-Lotus                | 176 P.      |
| 8.          | Fernando Escartín    | Spanien     | Kelme-Costa Blanca-Eurosport | 141 P.      |
| 9.          | Bjarne Riis          | Dänemark    | Deutsche Telekom             | 139 P.      |
| 10.         | José María Jiménez   | Spanien     | Banesto                      | 136 P.      |

### Nachwuchswertung
| Nachwuchswertung | Nachwuchswertung    | Nachwuchswertung   | Nachwuchswertung                | Nachwuchswertung  |
| Fahrer           | Fahrer              | Land               | Team                            | Zeit              |
| ---------------- | ------------------- | ------------------ | ------------------------------- | ----------------- |
| 1.               | Jan Ullrich         | Deutschland        | Deutsche Telekom                | 100 h 30 min 35 s |
| 2.               | Peter Luttenberger  | Österreich         | Rabobank                        | + 45 min 39 s     |
| 3.               | Michael Boogerd     | Niederlande        | Rabobank                        | + 1 h 00 min 33 s |
| 4.               | Daniele Nardello    | Italien            | Mapei-GB                        | + 1 h 01 min 30 s |
| 5.               | Laurent Roux        | Frankreich         | TVM-Farm Frites                 | + 1 h 17 min 44 s |
| 6.               | Santiago Blanco     | Spanien            | Banesto                         | + 1 h 29 min 18 s |
| 7.               | Ángel Casero        | Spanien            | Banesto                         | + 1 h 35 min 11 s |
| 8.               | Joona Laukka        | Finnland           | Festina-Lotus                   | + 1 h 43 min 05 s |
| 9.               | Kevin Livingston    | Vereinigte Staaten | Cofidis-Le Crédit par Téléphone | + 1 h 46 min 23 s |
| 10.              | Frank Vandenbroucke | Belgien            | Mapei-GB                        | + 2 h 09 min 34 s |

### Mannschaftswertung
| Mannschaftswertung | Mannschaftswertung           | Mannschaftswertung | Mannschaftswertung |
| Team               | Team                         | Land               | Zeit               |
| ------------------ | ---------------------------- | ------------------ | ------------------ |
| 1.                 | Deutsche Telekom             | Deutschland        | 301 h 51 min 30 s  |
| 2.                 | Mercatone Uno                | Italien            | + 31 min 56 s      |
| 3.                 | Festina-Lotus                | Frankreich         | + 47 min 52 s      |
| 4.                 | Banesto                      | Spanien            | + 1 h 05 min 15 s  |
| 5.                 | Kelme-Costa Blanca-Eurosport | Spanien            | + 2 h 20 min 22 s  |
| 6.                 | Mapei-GB                     | Italien            | + 2 h 28 min 14 s  |
| 7.                 | Rabobank                     | Niederlande        | + 2 h 40 min 30 s  |
| 8.                 | Casino, c'est votre équipe   | Frankreich         | + 4 h 06 min 13 s  |
| 9.                 | La Française des jeux        | Frankreich         | + 4 h 15 min 59 s  |
| 10.                | US Postal Service            | Vereinigte Staaten | + 4 h 26 min 19 s  |

### Kämpferischster Fahrer
| Kämpferischster Fahrer | Kämpferischster Fahrer | Kämpferischster Fahrer | Kämpferischster Fahrer | Kämpferischster Fahrer |
| Fahrer                 | Fahrer                 | Land                   | Team                   | Punkte                 |
| ---------------------- | ---------------------- | ---------------------- | ---------------------- | ---------------------- |
| 1.                     | Richard Virenque       | Frankreich             | Festina-Lotus          | 54 P.                  |
| 2.                     | Cédric Vasseur         | Frankreich             | Gan                    | 35 P.                  |
| 3.                     | Marco Pantani          | Italien                | Mercatone Uno          | 34 P.                  |